# Ida Pilotto Sottini
Ida Pilotto Sottini (Feltre, 5 gennaio 1858 – Padova, 1951) è stata un'educatrice e pedagogista italiana.

## Biografia
Ida Pilotto Sottini nasce il 5 gennaio a Feltre, in provincia di Belluno in Veneto e trascorre la sua infanzia insieme ai fratelli Libero e Vittorio.
Si diploma nel 1877, anno in cui ottiene anche l'abilitazione all'insegnamento; partire dall'anno successivo insegna per due anni nella scuola elementare di Vellai e contemporaneamente segue dei corsi serali per adulti.
Nel 1903, sposa il professor Giuseppe Sottini, dal quale non avrà figli.
Nel 1882, consegue la patente nel metodo froebeliano secondo cui bisogna favorire lo sviluppo della capacità e attività creativa del bambino partecipando col sentimento mediante l'utilizzo di colori, ritmi, suoni e figure. Si trasferisce quindi a Verona e insegna nel Povero Giardino d'Infanzia della Lega d'Insegnamento. Con il trascorrere degli anni, Ida abbellisce sempre di più le stanze spoglie della scuola con giochi e strumenti spesso ideati da lei stessa e studia la creazione di un nuovo metodo di insegnamento che possa sostituire quello froebeliano, da lei ritenuto "poco confacente con la natura del bambino".
Ida punta a far sviluppare la creatività, la memoria e i sensi del bambino attraverso il divertimento. Con questo metodo i bambini non si stancano e sono spronati a dar spazio alla loro natura, fantasia e libertà senza forzature o freni da parte dell'insegnante che deve invece guidarli nella crescita e maturazione.
A Padova, Ida Pilotto dirige il Giardino d'Infanzia degli Eremitani e poi l'Istituto Rachitici dove si occupa di ragazzi affetti da malnutrizione, rachitismo, anemia e scoliosi. In questa città, ebbe quindi la possibilità di conoscere i bambini meno fortunati studiandone la psicologia e comprendendo quale approccio fosse meglio adottare con essi.
Nel 1890 diventa direttrice del giardino "Lucrezia degli Obizzi". Negli anni successivi Ida Pilotto si occupa di ispezionare alcuni asili, insegnare in varie scuole d'Italia e partecipa anche a conferenze pedagogiche. In una di queste conferenze, Antonio Fogazzaro la definì "Duse dell'educazione", paragonandola a Eleonora Duse, una delle più grandi attrici teatrali dell'epoca.
Nel 1891 riesce a partecipare all'Esposizione Internazionale dei Giocattoli di Milano in seguito al conseguimento del diploma di grado unico per la mostra didattica. Per l'occasione, Ida aveva presentato delle tavole su cui vi erano i disegni a china di alcuni oggetti adibiti allo sviluppo dei cinque sensi. Tra questi strumenti, l'unico ad essere stato realizzato è quello per la fusione dei colori, oggi conservato al Museo dell'Educazione di Padova. Si tratta di un pezzo unico perché non entrò mai in produzione, nonostante venne premiato. Le tavole, invece, si trovano nella biblioteca storica di Feltre.
Il 20 agosto 1895 tiene un corso di educazione infantile insieme a Fanny Faifofer. Nello stesso anno ottiene la medaglia d'argento dei benemeriti dell'educazione e dell'istruzione popolare, mentre, in quello successivo, vince il concorso di maestra direttrice dei giardini annessi alle scuole normali del regno. Grazie al raggiungimento questo traguardo, inizia a lavorare presso la Scuola normale femminile "Erminia Fuà Fusinato", dove rimane fino al pensionamento.
Nel 1899 ottiene il diploma superiore di abilitazione all'insegnamento del lavoro manuale, ruolo che eserciterà in diverse città italiane. Nel 1915 Ida diventa direttrice del ricreatorio comunale per i figli dei richiamati.
Con l'avvento della Prima Guerra Mondiale, inizia a lavorare nell'Ufficio notizie e organizza concerti e spettacoli per i pazienti dell'Ospedale Orfanotrofio di Santa Croce, ottenendo così la medaglia come benemerita di guerra. Nel 1928, Ida riceve il diploma di benemerenza di prima classe e una medaglia d'oro per l'educazione infantile.
Finita la carriera di insegnante, decide di continuare a scrivere in giornali e riviste di pedagogia e di tenere conferenze in diverse città. Nel 1841, Ida Pilotto Sottini muore nel sonno. La sua tomba si trova nella cappella di famiglia a Feltre.

## Opere
Tutte le esperienze di ida Pilotto Sottini sono presentate nel libro dal titolo "L'Arte per l'Educazione infantile", stampato nel 1905. In esso sono riassunte tutte le idee e le invenzioni dell'educatrice, descritte in modo scientifico e accurato.

## Riconoscimenti
- 1895: medaglia d'argento dei benemeriti dell'educazione e dell'istruzione popolare
- per il contributo offerto durante la Prima Guerra Mondiale: medaglia come benemerita di guerra
- 1928: medaglia d'oro per l'educazione infantile